# Дадаев, Юсуп Усманович
Юсу́п Усма́нович Дада́ев (28 июля 1951, Дылым, Казбековский район, Дагестанская АССР — 27 июля 2025, Москва) — российский историк-кавказовед, доктор исторических наук, профессор, автор более 20 книг о Кавказской войне. Преподаватель кафедры истории Дагестана Дагестанского госуниверситета. Депутат Народного собрания Республики Дагестан.

## Биография
Родился 28 ноября 1951 года в селении Дылым Казбековского района Дагестанской АССР. Считает себя аварцем и чеченцем. По происхождению чеченец, выходец из тайпа билтой. Участвует в сходах представителей этого тайпа. О своём происхождении Юсуп Дадаев говорил следующее:

Впервые я услышал об этом от своего прадеда. Как он рассказывал, в числе тех, кто основал наше село Дылым, наряду с аварцами были и чеченцы — выходцы из тейпа Билтой. А произошло это событие примерно 500 лет назад. Да и само название села Дылым имеет чеченские корни. Оно трансформировалось от чеченского Дайн Лам — Гора Предков.
Я считаю себя и дагестанцем, и чеченцем, и намерен делать все возможное по укреплению наших братских отношений.
— Юсуп Дадаев
Окончил Куйбышевский плановый институт по специальности «планирование народного хозяйства», после чего начал свою трудовую деятельность экономистом в «Даггражданпроекте». Работал в комсомольских и партийно-советских органах: В 1974 г. перешёл на работу в Дагестанский обком комсомола, был инструктором, заведующим отделом агитации и культурно-массовой работы, заведующим орготделом . В 1982 г. Ю. У. Дадаева как перспективного работника перевели на работу в партийные органы, до 1990 года — заведующий отделом пропаганды и агитации и организационно-партийной работы Советского РК КПСС г. Махачкалы.
В конце 1980-х годов Юсуп Дадаев занялся историей национально-освободительного движения народов Чечни и Дагестана под руководством имама Шамиля. В поисках материалов для будущих монографий объездил более тысячи аулов и сёл Чечни и Дагестана. В 1990 году был избран председателем райсовета народных депутатов Махачкалы, с 1993 по 1995 год — глава администрации Советского района. В 1991—1995 годах являлся депутатом Верховного Совета Дагестанской АССР (Республики Дагестан) последнего созыва.
5 марта 1995 года избран депутатом Народного собрания Республики Дагестан первого созыва, а в апреле того же года — председателем Комитета Народного Собрания Республики Дагестан по экономической политике. В июне 1999 года был назначен советником Председателя Народного Собрания Республики Дагестан, с апреля 2003 года работал консультантом Комитета Народного Собрания РД. С апреля 1998 до августа 2006 года возглавлял правление Международного культурно-исторического общества «Фонд Шамиля». За книги «По тропам шамилевских сражений», и «Ахульго — боль моя» в 2001 году был удостоен Государственной премии Республики Дагестан в области литературы.
С 2001 года работает преподавателем Дагестанского госуниверситета. В 2006 году защитил докторскую диссертацию «Государство Шамиля: социально-экономическое положение, политико-правовая и военно-административная система управления». Ведущий научный сотрудник отдела древней и средневековой истории Дагестана Института истории, археологии и этнографии ДНЦ РАН, профессор кафедры истории Дагестана ДагГУ, член редколлегии журнала «Ахульго».
10 ноября 2016 года в Грозном в Академии наук Чеченской Республики состоялась презентация книги Дадаева под названием «Дуба — храбрый наиб Шамиля».